# Перунь
Перунь — деревня в Лидском сельском поселении Бокситогорского района Ленинградской области.

## История
Согласно X-ой ревизии 1857 года:

ПЕРУНЬ — деревня, принадлежит Иванову (Крылову): хозяйств — 3, жителей: 9 м. п., 11 ж. п., всего 20 чел.; Сноксаревой (Путиловой): хозяйств — 1, жителей: 7 м. п., 5 ж. п., всего 12 чел.;
Митрофановой (Ушаковой): хозяйств — 2, жителей: 9 м. п., 10 ж. п., всего 19 чел.

По земской переписи 1895 года:

  
ПЕРУНЬ — деревня, крестьяне бывшие Иванова (Крылова): хозяйств — 5, жителей: 11 м. п., 16 ж. п., всего 27 чел.; бывшие Сноксаревой (Путиловой): хозяйств — 3, жителей: 10 м. п., 7 ж. п., всего 17 чел.;
крестьяне бывшие Митрофановой (Ушаковой): хозяйств — 4, жителей: 15 м. п., 10 ж. п., всего 25 чел.; крестьяне собственники земли: хозяйств — 2, жителей: 3 м. п., 3 ж. п., всего 6 чел.

В конце XIX — начале XX века деревня административно относилась к Верховско-Вольской волости 1-го земского участка 3-го стана Устюженского уезда Новгородской губернии.

ПЕРУНЬ — деревня Серебрянского сельского общества, число дворов — 17, число домов — 28, число жителей: 46 м. п., 59 ж. п.; Занятие жителей: земледелие, лесные заработки. Река Колпь.

ПЕРУНЬ — усадьба А. В. Рябова, число дворов — 3, число домов — 1, число жителей: 1 м. п., 1 ж. п.; Белозерский тракт. Река Колпь. (1910 год)

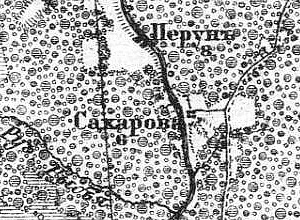
Деревня Перунь на карте 1917 года

Согласно карте Новгородской губернии 1917 года, деревня насчитывала 8 крестьянских дворов.
С 1917 по 1927 год деревня входила в состав Советской волости Устюженского уезда Череповецкой губернии. 
С 1927 года, в составе Серебрянского сельсовета Ефимовского района.
В 1928 году население деревни составляло 135 человек.
По данным 1933 года деревня Перунь являлась административным центром Серебрянского сельсовета Ефимовского района, в который входили 3 населённых пункта: деревни Лиственка, Перунь и Серебрянка, общей численностью населения 456 человек.
По данным 1936 года административным центром Серебрянского сельсовета, в который входили 6 населённых пунктов, 82 хозяйства и 5 колхозов, являлась деревня Лиственка.
С 1965 года, в составе Бокситогорского района.
По данным 1966 и 1973 годов деревня Перунь также входила в состав Серебрянского сельсовета Бокситогорского района.
По данным 1990 года деревня Перунь входила в состав Ольешского сельсовета.
В 1997 году в деревне Перунь Ольешской волости проживали 2 человека, в 2002 году — также 2 человека (все русские).
В 2007 году в деревне Перунь Заборьевского сельского поселения проживал 1 человек, в 2010 году — также 1.
Со 2 июня 2014 года — в составе вновь созданного Лидского сельского поселения Бокситогорского района.
В 2015 году в деревне Перунь Лидского СП проживал 1 человек.

## География
Деревня расположена в восточной части района близ автодороги 41К-033 (Сомино — Ольеши) и деревни Лиственка.
Расстояние до посёлка Заборье — 17 км.
Расстояние до ближайшей железнодорожной станции Верхневольский — 18 км. 
Деревня находится на правом берегу реки Колпь.

## Демография
| 1997 | 2002 | 2007 | 2010 | 2017 |
| ---- | ---- | ---- | ---- | ---- |
| 2    | →2   | ↘1   | →1   | →1   |

## Инфраструктура
На 1 января 2016 года в деревне было зарегистрировано 1 домохозяйство.